# 마이크로소프트 라이트
마이크로소프트 라이트(Microsoft Write)는 간단한 워드 프로세서로 윈도우 1.0, 윈도우 2.0 그리고 윈도우 3.x 시리즈에 포함되어 있다. 지원 기간 동안 약간의 업데이트가 있었고, 초기 버전의 맥라이트와 거의 동등하다. 초기 버전 라이트는 라이트 (.wri) 파일에서만 작동했으나, 1989년 윈도우용 마이크로소프트 워드가 보다 새로워지고, 그 다음해 윈도우 3.0이 발표되면서 초기 워드 문서 (.doc) 파일을 어느 정도 불러오거나 작성할 수 있게 되었다. 윈도우 3.1에서는 라이트는 OLE도 가능하게 되었다.
마이크로소프트 라이트는 윈도우 95때부터 포함되기 시작한 워드패드와 비슷하다. 라이트는 메모장보다는 보다 진보한 워드 프로세서로 여겨지고 있다. 그러나 라이트는 마이크로소프트 워드처럼 다양한 기능을 가진 소프트웨어보다는 못하다. 하지만 라이트에는 워드패드에서는 빠진 몇몇 기능을 가지고 있다.
기본 프로그램 아이콘은 대문자 A자를 쓴 펜의 모양을 하고 있었기 때문에, 몇몇 유저들 사이에서 'A-라이트'라는 이름으로 불리기도 했다.
윈도우 95 이후부터 마이크로소프트 라이트를 실행하면 워드패드가 실행된다.